# Медосакк
Медосакк — царь сарматов, правивший, возможно, в III или II веке до н. э.
О Медосакке как царе сарматов из античных авторов сообщает только Полиэн в своих «Стратегемах». По словам древнегреческого писателя, так как Медосакк «погряз в роскоши и пьянстве», делами правления стала заниматься его жена Амага, осуществившая также военную операцию против царя скифов, на нападения которых пожаловались херсонесцы. Согласно Полиэну, заселённые сарматами земли «простирались до Понтийского побережья». По мнению М. И. Ростовцева, царство Медосакка занимало территорию на побережье к западу от Азовского моря между Днепром и рекой Молочной. Исследователь приурочил время правления Медосакка к III веку до н. э. Эту позицию занял и П. О. Карышковский, отнёсший рассказ Полиэна «к хорошей эллинистической традиции, сложившейся, возможно, на основе северо-понтийских материалов». По оценке же К. М. Колобовой, А. К. Нефёдкина, Ф. А. Зураева, Медосакк властвовал в первой половине II века до н. э., а авторов Хрестоматии «Древняя Русь в свете зарубежных источников» — возможно, во второй половине этого столетия.